# The Stock Exchange of Thailand
La Borsa valori della Thailandia (SET) è l'unica borsa valori in Thailandia. Fondata il 30 aprile 1975, è la terza borsa dell'ASEAN dopo la Borsa dell'Indonesia e la Borsa di Singapore per capitalizzazione di mercato pari a 489,95 miliardi a partire da novembre 2023. Dal 2015 a giugno 2020, è stato il più grande mercato IPO nel Sud-est asiatico in termini di fondi raccolti accumulati a 17,8 miliardi di dollari USA (598,0147 miliardi di THB). È anche la borsa più attiva della regione per 10 anni consecutivi con un fatturato giornaliero di trading che normalmente supera i 2 miliardi di dollari USA.
Negli ultimi anni, il numero dei partecipanti al mercato è aumentato notevolmente: i conti di trading sono aumentati di quasi 10 volte dal 2008 al 2022.
L'indice SET è l'indice azionario più antico e più citato in Thailandia. Ha raggiunto il massimo storico a 1852,51 il 27 febbraio 2018, superando il precedente massimo di 1789,16 del 5 gennaio 1994.
L'indice SET ha normative sui prezzi più severe rispetto ad altre borse, che normalmente non consentono ai prezzi delle azioni di aumentare o diminuire di oltre il 30% in un giorno.